# Nawnghkio
Nawnghkio är en kommun i Myanmar.   Den ligger i regionen Shanstaten, i den centrala delen av landet, 290 km norr om huvudstaden Naypyidaw. Antalet invånare är 128 357.